# Hemitheconyx
Hemitheconyx – rodzaj jaszczurek z rodziny eublefarów (Eublepharidae).

## Zasięg występowania
Rodzaj obejmuje gatunki występujące w Afryce Subsaharyjskiej (Mauretania, Senegal, Gambia, Gwinea Bissau, Gwinea, Wybrzeże Kości Słoniowej, Mali, Burkina Faso, Ghana, Togo, Benin, Niger, Nigeria, Kamerun, Somalia i Etiopia). 

## Systematyka
Rodzaj zdefiniował w 1864 roku angielski zoolog John Edward Gray w artykule poświęconym nowym jaszczurkom z południowo-wschodniej Afryki, opublikowanym w czasopiśmie Proceedings of the Zoological Society of London. Gatunkiem typowym jest (oznaczenie monotypowe) eublefar gruboogonowy (H. caudicinctus). Jednak nazwa – Psilodactylus – którą nadał nowemu taksonowi, okazała się młodszym homonimem rodzaju ssaków opisanego w 1816 roku, dlatego w 1893 roku norwesko-amerykański zoolog Leonhard Hess Stejneger nadał rodzajowi jaszczurek nową nazwę – Hemitheconyx.

### Etymologia
- Psilodactylus: gr. ψιλος psilos ‘goły, gładki’[5]; δακτυλος daktulos ‘palec’[6].
- Hemitheconyx: ἡμι- hēmi- ‘pół-, mały’, od ἡμισυς hēmisus ‘połowa’[7]; rodzaj Theconyx J.E. Gray, 1845.

### Podział systematyczny
Do rodzaju należą następujące gatunki: 
- Hemitheconyx caudicinctus (Duméril, 1851) – eublefar gruboogonowy
- Hemitheconyx taylori Parker, 1930